# Amposta
Amposta es un municipio y localidad española de la provincia de Tarragona, en la comunidad autónoma de Cataluña. Es capital de la comarca del Montsiá. Situado a una altitud de 8 m sobre el nivel del mar, a orillas del río Ebro, el término municipal cuenta con 22 637 habitantes (INE 2024). De su actividad económica destaca la agricultura (cultivo del arroz) y los servicios. En los últimos años del siglo XX, surgió un pequeño pero importante sector industrial basado en la industria alimentaria, papelera y de embalajes, muebles y multitud de pequeños talleres de maquinaria. El municipio incluye, además de la ciudad de Amposta, la localidad de Poblenou del Delta y parte de la de Balada.

## Geografía

Situación de la comarca del Montsiá dentro de Cataluña

Integrado en la comarca del Montsiá, de la que ejerce de capital, se sitúa a 82 kilómetros de la capital provincial. El término municipal está atravesado por las siguientes carreteras:
- Autopista del Mediterráneo (AP-7): permite conexión rápida con Valencia y Barcelona.
- Carretera nacional N-340 (entre los pK 1075 y 1081): permite la comunicación con Castellón de la Plana y Tarragona.
- Carretera autonómica C-12: conecta con Tortosa.
- Carretera autonómica C-103: conecta con Freginals.
- Carretera provincial T-344: conecta con Masdenverge.
- Carretera local TV-3403: permite la comunicación con San Jaime de Enveija.
- Carretera local TV-3405: une Amposta con el parque natural del Delta del Ebro.
- Carretera local TV-3406: une San Carlos de la Rápita con San Jaime de Enveija.

El relieve del municipio está definido por las estribaciones de la sierra del Montsiá, al suroeste y al sur, y el delta del Ebro, al este, incluyendo el Parque Natural del delta del Ebro. El norte del territorio es bastante llano, al estar en la ribera del río Ebro antes de su desembocadura. La ciudad está situada en la margen derecha del río Ebro, en el límite entre la plataforma continental y el delta; de hecho, la parte más oriental de la ciudad está construida sobre una zona pantanosa. En la parte continental destaca el pico Montsianell (292 m), en las estribaciones de la sierra del Montsiá. La altitud oscila entre los 434 m al sur (Els Quatre Mollons) y el nivel del mar. La ciudad se alza a 8 m sobre el nivel del mar. 
| Noroeste: Masdenverge | Norte: Tortosa y La Aldea    | Nordeste: Deltebre                                  |
| Oeste: Masdenverge    |                              | Este: San Jaime de Enveija y Mar Mediterráneo       |
| Suroeste: Freginals   | Sur: San Carlos de la Rápita | Sureste: Mar Mediterráneo y San Carlos de la Rápita |

## Historia

### Edad Antigua
Existen abundantes vestigios y restos arqueológicos, como un poblado íbero con siete silos de grano en la zona del castillo, otro en la zona del Pla d'Empuries y una necrópolis en la Oriola, que hacen que algunos historiadores como Esteve, Schulten y Bosch apoyen la teoría de que en el actual término municipal de Amposta se ubicaba la ciudad de Hibera, capital del territorio de los ilercavones antes de la conquista romana, y el primer gran asentamiento ibérico de la península. La situación de la población de Hibera es disputada por las poblaciones de Amposta, San Carlos de la Rápita y Tortosa.
Durante la segunda guerra púnica se produjo en 215 a. C. la batalla de Dertosa, (algunos expertos la denominan también la batalla de Hibera), que enfrentó a cartagineses y romanos. La ciudad, aliada de los cartagineses fue destruida por las tropas romanas, con lo que los habitantes de la ciudad huyeron y se perdió el rastro de Amposta. La cultura ilercavona se perdió absorbida por la romana.
Los romanos establecieron un poblado cerca de la Torre de la Carrova y también establecieron una posada de vigilancia en una terraza sobre el río Ebro, en el núcleo antiguo de Amposta, de aquí proviene el origen del término Amposta, "Amni Imposita" (en latín, "puesta sobre el río").

### Edad Media
Durante la conquista árabe, éstos establecieron una fortaleza en el mismo lugar donde estaba la posada romana, hecho confirmado por los posteriores hallazgos arqueológicos.
El conde de Barcelona Ramón Berenguer III, fracasó en el intento de apoderarse de Amposta los años 1095 y 1097, pero pese a ello, infeudó la ciudad al monasterio de San Cugat en 1097. Sin embargo, en 1098, hizo enfeudación a favor de Artal II de Pallars Sobirá a cambio de que este se comprometiera a construir un castillo. Es su hijo Ramón Berenguer IV quien lo consiguió en el año 1148. Como recompensa a su ayuda en sus conquistas, Ramón Berenguer IV dio en el año 1149 (1150 según el calendario actual) el castillo de Amposta y las tierras que lo rodean a la Orden de San Juan de Jerusalén, quienes convirtieron el castillo en el centro y capital de todas la posesiones de los Hospitalarios en la Corona de Aragón.
Durante ese período, el castillo alcanzó gran prosperidad e importancia, el título de castellán de Amposta es sinónimo de gran poder dentro de la Corona de Aragón, ya que era el representante de la orden ante el monarca, como lo fue Juan II de Ribagorza. El año 1280, el castillo pasó a control de la corona tras ser cambiado a los Hospitalarios por las villas de Onda y Gallur, por lo que la villa pasó a regirse por los Usatges de Barcelona.
Posteriormente, el sitio dejó de tener tanta importancia, hasta 1461, cuando durante la Guerra civil catalana la ciudad tomó partido por el hijo de Juan II de Aragón, Carlos de Viana contra el otro pretendiente, el que luego sería el rey Fernando el Católico. Por este motivo el castillo sufrió un asedio que empezó el 2 de octubre de 1465, y no fue hasta ocho meses después, el 21 de junio de 1466, cuando el castillo fue tomado, siendo seriamente destruido y la ciudad perdió la categoría de plaza fuerte.

### Edad Moderna
En la Edad Moderna, ya sin la protección del castillo, la ciudad entró en un período de decadencia, siendo destruida hasta tres veces por piratas turcos y berberiscos que saqueaban las costas a lo largo del siglo XIV. Posteriormente vino un período de lenta recuperación durante los siglos XVII, XVIII y XIX, cuando se empieza a explotar las tierras del delta y el puerto de los Alfacs.

### Edad Contemporánea

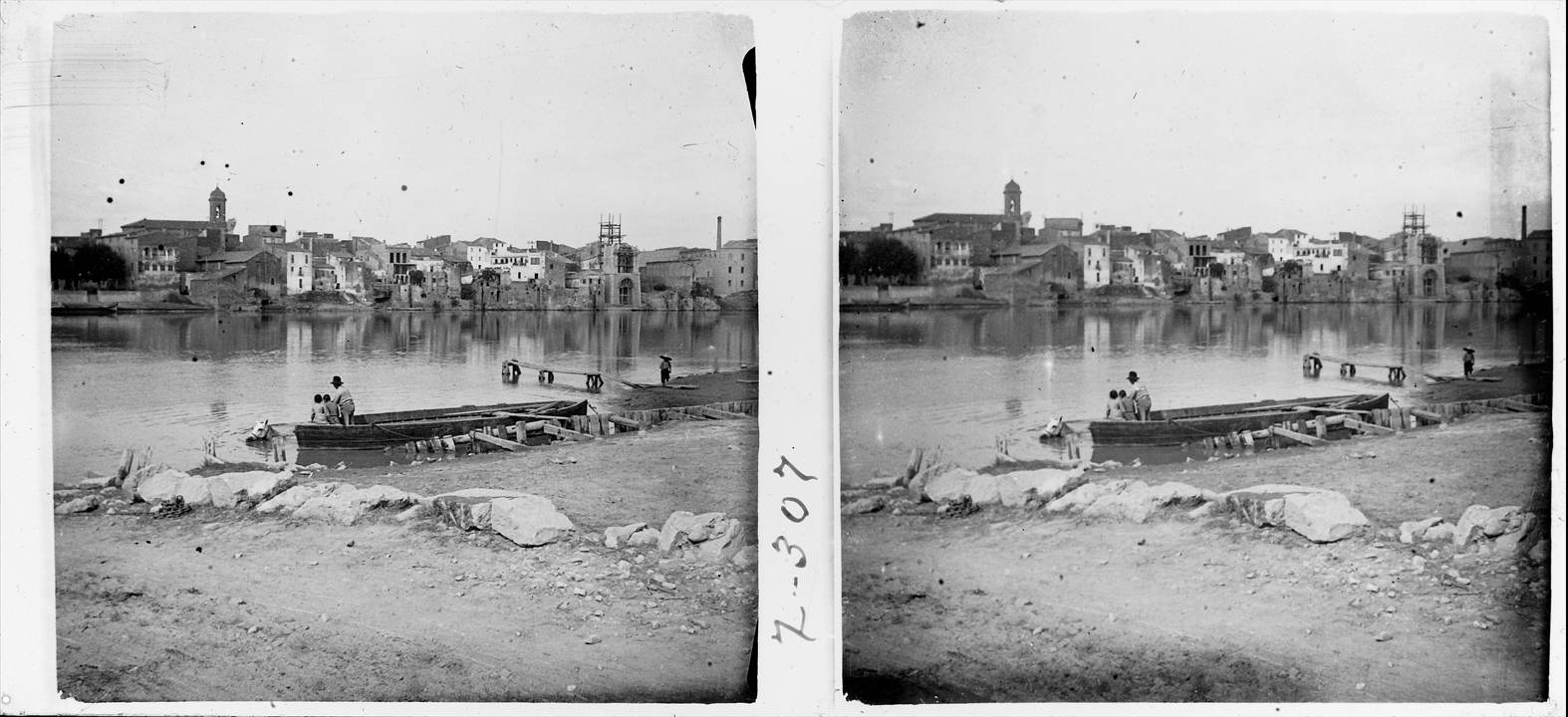
Amposta a comienzos del

Durante las guerras carlistas, la ciudad fue un importante punto carlista y que las tropas reales llegaron a someterla a asedio varias veces.
Durante el siglo XIX comenzó el crecimiento urbano y demográfico de la ciudad. En 1860 se acordó comenzar a cultivar la zona del delta y cultivar arroz. Amposta también contaba con algunas industrias como molinos de aceite y arroz, y de construcción, aprovechando las materias primas del delta como la caña y la sosa.
Con el saneamiento del delta y el cultivo del arroz, la ciudad alcanzó los 4000 habitantes a principios del siglo XX. La ciudad empezó su desarrollo con la construcción del puente colgante promovido por el alcalde Joan Palau, las escuelas, abastecimiento de agua y electricidad. El desarrollo de la población solo se vio interrumpido por la guerra civil, en la que el puente colgante resultó destruido el 10 de marzo de 1938 por un ataque de la aviación italiana. El 18 de abril de 1938 la ciudad fue tomada por el ejército sublevado, comandado por el general Rafael García Valiño.

## Demografía
Amposta cuenta con una población de 22 637 habitantes (INE 2024).
| Gráfica de evolución demográfica de Amposta entre 1842 y 2021                                                       |
| |
| Población de derecho según los censos de población del INE Población de hecho según los censos de población del INE |

## Economía

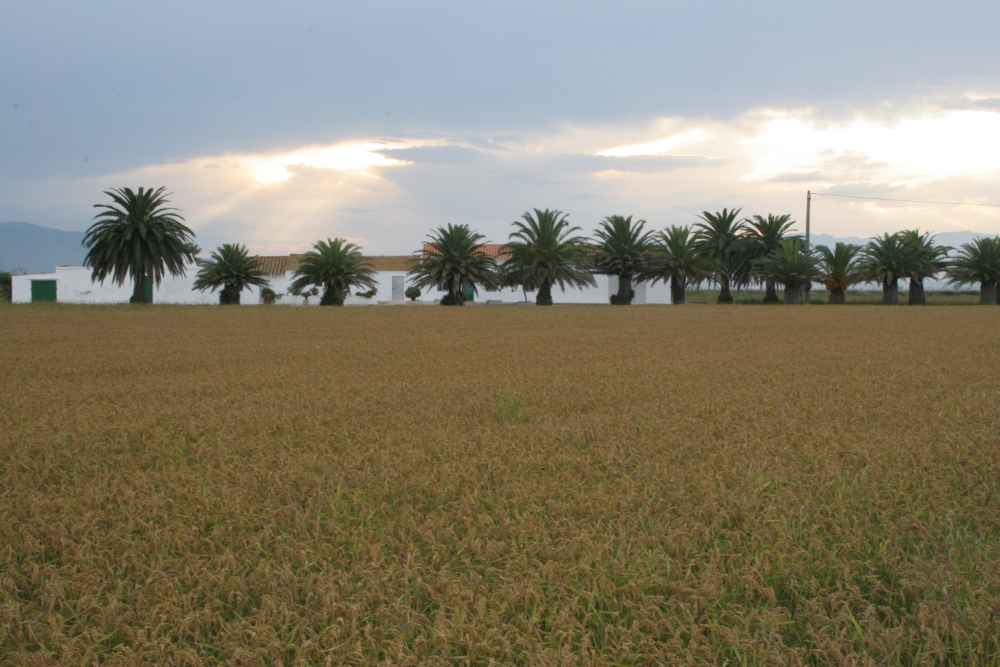
El cultivo del arroz ha sido la principal actividad económica de Amposta.

Tradicionalmente, el sector económico más importante ha sido la agricultura, sobre todo del arroz y los regadíos, así como otras actividades relacionadas como la maquinaria. Sin embargo, a principios del siglo XXI se puede decir que la actividad económica se ha diversificado, y aunque la agricultura sigue existiendo, la baja rentabilidad y la mecanización han hecho que descienda en número de personas empleada en el campo. No obstante, la Cambra Arrosera del Montsià es una de las cooperativas más grandes de España y la mayor de Cataluña, además de ser una de las mayores empresas de la ciudad.
La industria ha pasado a ocupar un lugar más importante en la economía. Las industrias que tradicionalmente han existido en Amposta han sido las de talleres de maquinaria, industria papelera y alimentarias. Los últimos años estas empresas han evolucionado de forma notoria y han aparecido nuevas industrias, como las dedicadas al mueble, el metal y la construcción.
El sector terciario también está muy desarrollado, siendo la ciudad un centro importante de servicios, tanto de la comarca como de toda la región. Además de disponer de servicios propios de una ciudad capital de comarca, es un importante centro comercial para la zona y tiene un sector turístico embrionario que empieza a desarrollarse con el Delta y su parque natural y la costa.

## Administración y política
| Partido político                           | 2019  | 2019       | 2019 |
| Partido político                           | %     | Concejales |      |
| Esquerra Republicana de Catalunya (ERC)    | 62,05 | 16         |      |
| Som Amposta                                | 10,95 | 2          |      |
| Partit dels Socialistes de Catalunya (PSC) | 8,75  | 2          |      |
| Junts per Catalunya (JxCat)                | 7,66  | 1          |      |

## Patrimonio
Edificios religiosos:

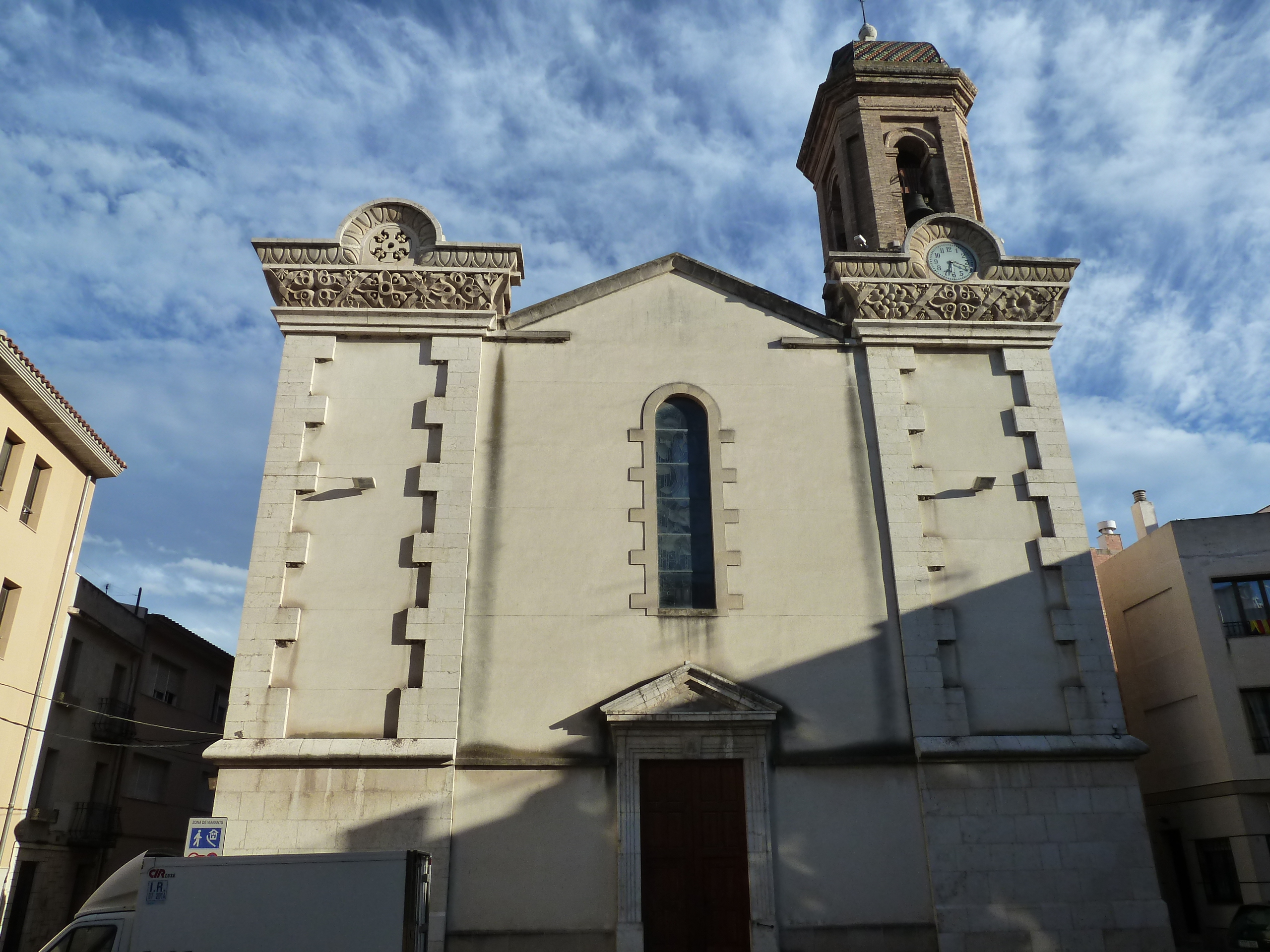
Iglesia de Santa María

- Iglesia arciprestal de la Asunción. Se empezó a construir en el siglo XVIII y está inacabada, ya que falta uno de los dos campanarios proyectados.
- Iglesia de San José, en el barrio del Grao.
- Iglesia del Sagrado Corazón en el barrio de Valletes.
- Ermita de la Virgen del Montsiá (Mare de Déu del Montsià). Situada a pie de la montaña del Montsianell.

Museos:
- Museo de las Tierras del Ebro, antiguo Museo del Montsià, situado en el antiguo edificio de las escuelas públicas. Contiene diversas exposiciones permanentes de arqueología del Montsià, fauna y flora del Delta del Ebro, y también cuenta con algunas salas de exposiciones temporales.
- Casa de Fusta (Casa de Madera), cerca de l'Encanyissada, ubicada en un antiguo refugio de cazadores. Contiene una amplia exposición de flora y fauna del Delta.

Patrimonio civil:

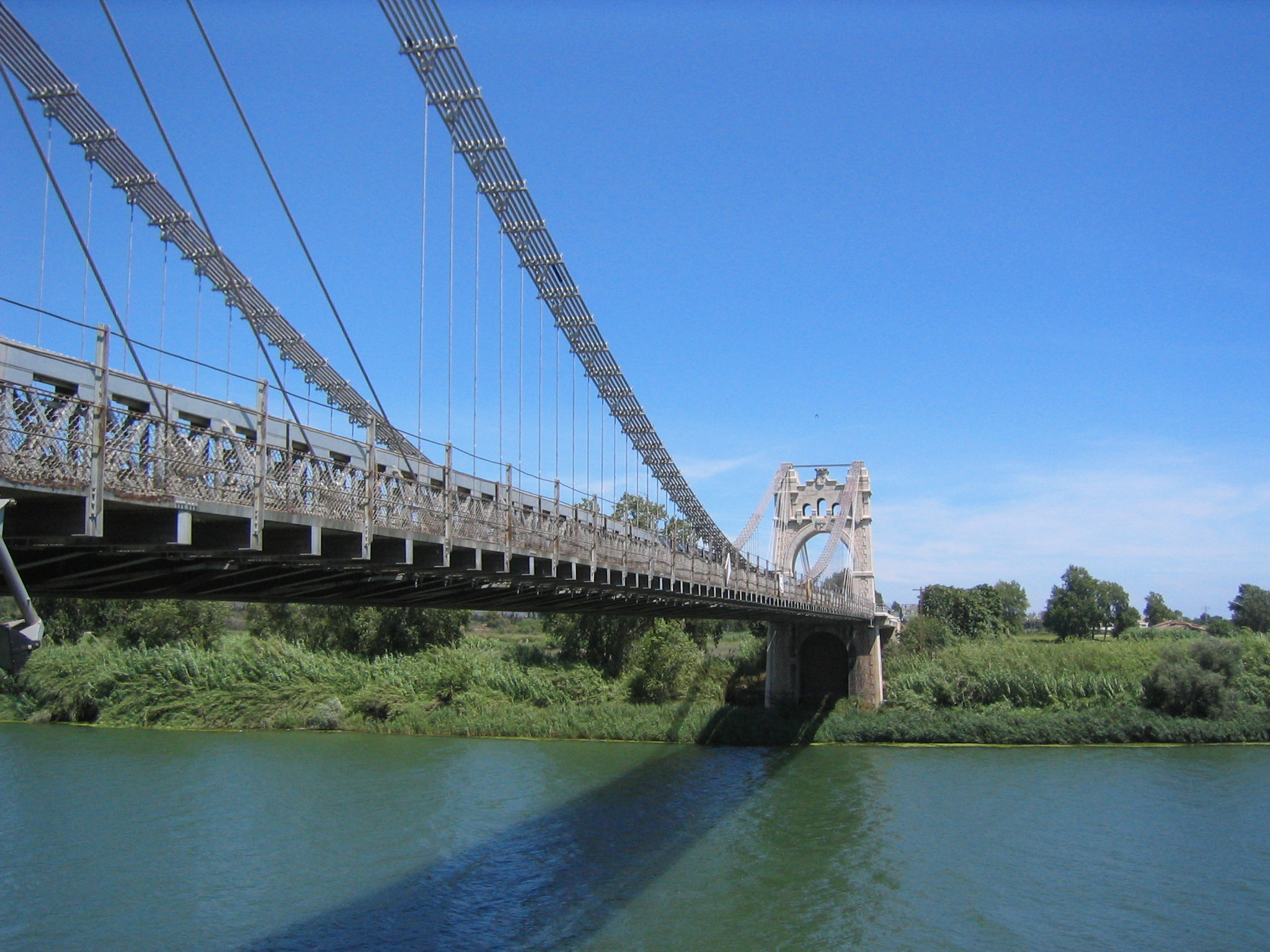
Puente sobre el Ebro de Amposta.

- Puente colgante de Amposta, construido entre 1915 y 1921, proyectado por el ingeniero José Eugenio Ribera.
- Torre de la Carrova, torre defensiva del siglo XIV situada sobre un montículo en el margen derecho del Ebro a unos 3,5 km de la ciudad.
- Torre de San Juan, torre defensiva de los siglos XVII-XIX, ordenada construir por el rey Felipe II para la protección de la boca del puerto de los Alfaques de los ataques sarracenos.
- Restos del castillo, siglos XIII-XV, actualmente sede de la Biblioteca Comarcal y de la Escola d'Art i Disseny.[3]

## Cultura
Amposta se distingue por tener un gran número de sociedades culturales y cívicas, pero destacan las sociedades musicales La Lira Ampostina (de 1916) y La Sociedad Musical Unión Filarmónica (de 1917), conocidas por «La Lira» y «La Fila» respectivamente. Ambas tienen bandas de un gran nivel, escuelas de música, y unas sedes sociales que organizan continuamente actos abiertos a la población; las dos, también, han recibido la Cruz de San Jorge de la Generalidad de Cataluña.